# 蛛形动物学
蛛形動物學（英語：Arachnology）是指科學上研究蛛形綱動物的一門學門，包括了蜘蛛、蠍子、擬蠍、避日蛛等動物分類群的研究。然而，蛛形綱動物之中的蜱與蟎等蜱蟎亞綱的動物群並不常歸類在蛛形動物學的研究範圍之中，而另稱蜱蟎動物學（Acarology）。研究蛛形動物學的學者被稱為蛛形動物學家（arachnologists）。
蛛形動物學的英文字Arachnology源自於古希臘字（拉丁文：arachnē；意為蜘蛛）及（拉丁文：-logia，意為學問）。

## 科學研究領域
蛛形動物學家主要負責對蛛形綱動物進行分類並研究這些動物的生物學。大眾常把蛛形動物學家想像作「蜘蛛專家」。蛛形動物學的專業訓練包括了為物種命名並檢驗物種的分類地位與親緣關係、物種的行為與生態、或了解物種的分布地區與偏好棲地；另有蛛形動物學家專注在蛛形綱動物的解剖學及毒物學（主要是針對蜘蛛或蠍子的毒液），或是研究蛛形綱動物在生態系上所扮演的角色並試圖了解這些動物是否可以作為生物控制物種。

## 學會
蛛形動物學家們已組成數個科學研究學會，包括國家級與國際級學會。這些學會的主要目的是鼓勵成員交換科學研究成果與心得、舉行學術研討會、或出版科學期刊。蛛形動物學會甚至舉辦科普活動使大眾更加認識這些動物。
目前全球較著名的蛛形動物學會如下列表：
- 美國蛛形學會（American Arachnological Society）
- 伊朗蛛形學會（Arachnological Society）
- 日本蛛形學會（Arachnological Society of Japan）
- 蛛形動物學家學會（Arachnologische Gesellschaft）
- 澳洲蛛形學會（Australasian Arachnological Society）
- 比利時蛛形學會（Belgische Arachnologische Vereniging/Société Arachnologique de Belgique）
- 英國蛛形學會（British Arachnological Society）
- 捷克蛛形學會（Czech Arachnological Society）
- 歐洲蛛形學會（European Society of Arachnology）
- 國際蛛形學會（International Society of Arachnology）
- 伊比利亞蛛形學會（Grupo Ibérico de Aracnología）
- 土耳其蛛形學會（Turkish Arachnological Society）

## 期刊
針對蛛形動物學研究的科學期刊如下列表：
- Acta Arachnologica
- Acta Arachnologica Sinica
- Arachnologischen Mitteilungen
- Bulletin of the British Arachnological Society
- Journal of Arachnology
- Revista Ibérica de Aracnología
- Revue Arachnologique
- Serket
- Turkish Journal of Arachnology

## 熱門領域
在西元1970年代，某些蛛形綱動物（特別是捕鳥蛛）開始成為熱門的境外引入寵物。許多捕鳥蛛因此被廣為認識，例如墨西哥紅膝蜘蛛（Brachypelma smithi）。直至目前有些學會專注於研究如何飼養這些新興熱門寵物，諸如美國捕鳥蛛學會、英國捕鳥蛛學會等。

## 外部連結
- International Society of Arachnology （页面存档备份，存于）
- Spider Myths: Spiders are Easy to Identify